# رود بوزان
رود بوزان (به لاتین: Buzan) یک رود و شاخابه در روسیه است که در استان آستراخان واقع شده‌است.